# Македония (салата)
Вижте пояснителната страница за други значения на Македония.
„Македония“ е вид плодова салата, съдържаща нарязани плодове. Сервира се като десерт или ордьовър. Популярна е в Гърция, Испания, Италия, Франция и Латинска Америка.
Наименованието на салатата става популярно към края на XVIII век и намеква за разнородния произход на хората в Древна Македония.